# Jerzy Masłowski (polityk)
Jerzy Marian Masłowski (ur. 1955 w Hrubieszowie) – polski polityk, historyk, senator IV kadencji.

## Życiorys
Z wykształcenia historyk, ukończył w 1978 studia na UMCS. W latach 80. pracował na tej uczelni oraz jako nauczyciel w szkole podstawowej. Był członkiem Diecezjalnego Komitetu Pomocy Internowanym i Uwięzionym w Lublinie. W latach 1990–1994 pełnił funkcję chełmskiego kuratora oświaty, od 1996 do 1998 był zastępcą prezydenta Chełma.
W wyborach uzupełniających w 1994 bez powodzenia ubiegał się o mandat senatorski. Był senatorem IV kadencji z ramienia AWS, wybranym w województwie chełmskim. W 2001 bez powodzenia ubiegał się o reelekcję z ramienia Bloku Senat 2001. W latach 1998–2002 sprawował mandat radnego sejmiku województwa lubelskiego. W 2006 bezskutecznie ubiegał się o mandat radnego miasta Chełm. Przez kilka lat do 2007 kierował Chełmską Biblioteką Publiczną. Od 2007 zatrudniony w Lubelskim Samorządowym Ośrodku Doskonalenia Nauczycieli Oddział w Chełmie.
Od lat 90. działał w ZChN. W 2007 przystąpił do Prawicy Rzeczypospolitej. Z jej listy kandydował w 2009 do Parlamentu Europejskiego. W wyborach samorządowych w 2010, pozostając członkiem PR, bez powodzenia kandydował do sejmiku lubelskiego z listy Prawa i Sprawiedliwości.
Jest żonaty (żona Wiesława), ma troje dzieci (córkę i dwóch synów).

## Odznaczenia
W 2009, za wybitne zasługi dla niepodległości Rzeczypospolitej Polskiej, za działalność na rzecz środowisk kombatanckich, został odznaczony przez prezydenta Lecha Kaczyńskiego Krzyżem Kawalerskim Orderu Odrodzenia Polski.